# استجابة الطوارئ لمنبه الحياة
استجابة الطوارئ لمنبه الحياة Life Alert Emergency Response,Inc. هي شركة أمريكية وطنية مقرّها في حي إنسينو الواقع في كاليفورنيا ‏ وتوفر عدة خدمات لمساعدة كبار السن في الوصول لخدمات الطوارئ. نظام الشركة يتكون من وحدة رئيسية وزر مساعدة لاسلكي صغير يقوم المستخدم بارتدائه في جميع الأوقات. ظهر الجراح السابق د. إيفيريت كوب في العديد من الإعلانات التجارية الخاصة بـ Life Alert منبه الحياة منذ عام 1992م مدعياً بأنه قد استخدمه من قبل. لقد ظل د. إيفيريت متحدثاً باسم الشركة إلى عام 2013م.  

## حول خدمة Life Alert
قام اسحاق شيفر باختراع Life Alert وهو يتكون من جهاز على شكل قلادة إما يرتدى كقلادة أو كإسورة، وطالب آلي متصل بخط الهاتف. عندما يسقط شخص كبير في السن أو معاق ولا يستطيع النهوض أو لديه حالة طارئة كأن يتعرض لاقتحام، من الممكن أن يكون الهاتف بعيداً فلا يستطيع الوصول إليه. للحصول على مساعدة سريعة، يجب على المستخدم فقط أن يكبس على زر موجود على القلادة مما يُفعِّل بدورهِ الطالب الآلي ويتصل تلقائياً بمركز اتصالات الشركة. عندها يعمل الطالب الآلي كهاتف متحدث. على النهاية الأخرى توجد خدمات الطوارئ للمرسل لتنبه السلطات بمأزق المستخدم. 

## العلامات التجارية
سجلت شركة اتصال الحياة LifeCallعبارة "لقد وقعت ولا أستطيع النهوض!" "I have fallen and Ican't get up" ‏ كعلامة تجارية في سبتمبر 1992 واعلنت إفلاسها في 1993م.  في يونيو 2007م سجلت هذه العبارة كعلامة تجارية لشركة Life Alert Emergency Responce التي استخدمت الشعار أولاً في إعلاناتها التجارية عام 1987م. قامت Life Alert في أكتوبر عام 2002م بتسجيل العبارة المشابهة «النجدة، لقد وقعت ولا أستطيع النهوض!»"help, Ihave fallen and I can't get up". كلا العبارتين تم استخدامهما في إعلانات Life Alert التليفزيونية وبرزت في مواقعها الالكترونية. قامت USA TODAY في قائمتها الخاصة بأكثر الاعلانات التليفزيونية جدارةً بالذكر في الـ25 عاماً الماضية بإعطاء الإعلان التقليدي المحتوي على هده العبارة المركز الأول عام 2007م. في عام 2006م، اجرت Life Alert اتفاقية ترخيص مع Hallmark Cards لبيع بطاقات ترحيبية متميزة بالتسجيل الصوتي لـ «لقد وقعت ولا أستطيع النهوض».

## الثقافة الشعبية
- برز Life Alert في The Martha Stewart Show في مقطع تعليمي عن أجهزة الصحة والذي عرض في الثلاث والعشرون من يناير عام 2008م.[7]
- في حلقة من مسلسل 30 Rock أجابت Liz Lemon على ضربة Jack Donaghy لها بإظهار قلادة Life Alert له.[8]
- في حلقة من مسلسل Super Natural ذكر خط Life Alert الشهير "fallen, and can't ge up" «وقعت ولا أستطيع النهوض».[9]
- أشار Jay Leno مراراً إلى Life Alert أو عبارتها.[10]
- مسرحية The Goldbergs  [لغات أخرى]‏ 2013م أبرزت اعلان Life Alert الأصلية والعبارات التالية لها "l've fallen and I can't get up"